# Christensonella madida
Christensonella madida är en orkidéart som först beskrevs av John Lindley, och fick sitt nu gällande namn av Szlach., Mytnik, Górniak och Smiszek. Christensonella madida ingår i släktet Christensonella och familjen orkidéer. Inga underarter finns listade i Catalogue of Life.